# 布鲁克林永援圣母圣殿
布鲁克林永援圣母圣殿（Basilica of Our Lady of Perpetual Help）是纽约市布鲁克林区的地标之一，位于59街和60街之间的布鲁克林第五大道的日落公园（Sunset Park）街区，占用延伸到第六大道的街块的一半，另一半是rectory 和附属建筑。圣殿在 一段距离外就可看见，特别是从Gowanus高速公路。，占地约一半面积块可追溯至第六大道，与目录和附属建筑物占领的剩余。
前往圣殿可经由纽约市地铁第四大道线59街站（N 和 R 线）。